# هانس يورغن كريستيانسن
هانس يورغن كريستيانسن (بالدنماركية: Hans Jørgen Christiansen)‏ هو لاعب كرة قدم دنماركي، ولد في 25 نوفمبر 1943 في فريدريكيا في الدنمارك. شارك مع منتخب الدنمارك لكرة القدم. أما مع النوادي، فقد لعب مع نادي إيسبيرغ.

## وصلات خارجية
- هانس يورغن كريستيانسن على موقع قاعدة بيانات كرة القدم.إي يو (الإنجليزية)
- هانس يورغن كريستيانسن على موقع ناشيونال فوتبول تيمز (الإنجليزية)